# Pinàtxevo
Pinàtxevo (en rus: Пиначево) és un poble del krai de Kamtxatka, a Rússia, que el 2020 tenia 70 habitants. Pertany al districte de Iélizovo.